# Weißeberg
Der Weißeberg bei Schmitten im hessischen Hochtaunuskreis ist ein 660,2 m ü. NHN hoher Berg im Östlichen Hintertaunus, einem Teil des deutschen Mittelgebirges Taunus. 

## Geographie

### Geographische Lage
Der Weißeberg liegt im Osten der Gemarkung Schmitten, etwa 600 Meter östlich der Siedlung Hegewiese, im Naturpark Taunus. Er ist Teil einer Gipfelkette aus Kolbenberg, Weißeberg, Fauleberg und Großer Eichwald, die das Tal des Lauterbachs vom Tal des Aubachs trennt. Die Gipfelkette verläuft parallel der Landesstraße 3004 (Kanonenstraße), die den Sandplacken mit Schmitten und dem Weiltal verbindet.

### Naturräumliche Zuordnung
Der Weißeberg gehört in der naturräumlichen Haupteinheitengruppe Taunus (Nr 30) und in der Haupteinheit Östlicher Hintertaunus (302) zur Untereinheit Pferdskopf-Taunus (302.6).

## Tourismus
Der Parkplatz Weißeberg ist der Startpunkt einer 7,4 km langen Langlaufloipe rund um den Berg.